# 1996-os labdarúgó-Európa-bajnokság (selejtező – 5. csoport)
Az 1996-os labdarúgó-Európa-bajnokság selejtezőjének 5. csoportjának mérkőzéseit tartalmazó lapja. A csoportban Hollandia, Norvégia, Csehország, Fehéroroszország, Luxemburg és Málta szerepelt. A csapatok körmérkőzéses, oda-visszavágós rendszerben játszottak egymással.
Csehország kijutott az 1996-os labdarúgó-Európa-bajnokságra. Hollandia az egyik legrosszabb csoportmásodikként pótselejtezőt játszott, amelyet megnyert és kijutott az Európa-bajnokságra.

## Tabella
| Hely. | Csapat           | M  | Gy | D | V | G+ | G– | Gk  | P  | Továbbjutás                            |     | Csehország | Hollandia | Norvégia | Fehéroroszország | Luxemburg | Málta |
| ----- | ---------------- | -- | -- | - | - | -- | -- | --- | -- | -------------------------------------- | --- | ---------- | --------- | -------- | ---------------- | --------- | ----- |
| 1.    | Csehország       | 10 | 6  | 3 | 1 | 21 | 6  | +15 | 15 | Kijutott az 1996-os Európa-bajnokságra |     | —          | 3–1       | 2–0      | 4–2              | 3–0       | 6–1   |
| 2.    | Hollandia        | 10 | 6  | 2 | 2 | 23 | 5  | +18 | 14 | Pótselejtezőbe került                  |     | 0–0        | —         | 3–0      | 1–0              | 5–0       | 4–0   |
| 3.    | Norvégia         | 10 | 6  | 2 | 2 | 17 | 7  | +10 | 14 |                                        |     | 1–1        | 1–1       | —        | 1–0              | 5–0       | 2–0   |
| 4.    | Fehéroroszország | 10 | 3  | 2 | 5 | 8  | 13 | −5  | 8  |                                        | 0–2 | 1–0        | 0–4       | —        | 2–0              | 1–1       |       |
| 5.    | Luxemburg        | 10 | 3  | 1 | 6 | 3  | 21 | −18 | 7  |                                        | 1–0 | 0–4        | 0–2       | 0–0      | —                | 1–0       |       |
| 6.    | Málta            | 10 | 0  | 2 | 8 | 2  | 22 | −20 | 2  |                                        | 0–0 | 0–4        | 0–1       | 0–2      | 0–1              | —         |       |

1. 1 2  Egymás elleni pontszám: Hollandia 4, Norvégia 1.

## Mérkőzések
Az időpontok helyi idő szerint értendők.
| 1994. szeptember 6. 16:30 |

| Csehország                                                          | 6–1               | Málta       |
| ------------------------------------------------------------------- | ----------------- | ----------- |
| Šmejkal 5' Kubík 32' Siegl 35' 77' Camilleri 60' (öngól) Berger 86' | (3–0) Jegyzőkönyv | Laferla 73' |

| Bazaly, Ostrava Nézőszám: 10 226 Játékvezető: Loizos Loizou (ciprusi) |

| 1994. szeptember 7. 20:00 |

| Norvégia    | 1–0               | Fehéroroszország |
| ----------- | ----------------- | ---------------- |
| Frigård 87' | (0–0) Jegyzőkönyv |                  |

| Ullevaal, Oslo Nézőszám: 16 739 Játékvezető: Guy Goethals (belga) |

| 1994. szeptember 7. 20:15 |

| Luxemburg | 0–4               | Hollandia                          |
| --------- | ----------------- | ---------------------------------- |
|           | (0–1) Jegyzőkönyv | Roy 22' R.de Boer 64' 65' Jonk 90' |

| Stade Josy Barthel, Luxembourg Nézőszám: 8120 Játékvezető: Alan Snoddy (északír) |

| 1994. október 12. 19:00 |

| Fehéroroszország                | 2–0               | Luxemburg |
| ------------------------------- | ----------------- | --------- |
| Romashchenko 67' Gerasimets 76' | (0–0) Jegyzőkönyv |           |

| Dinamo Stadium, Minszk Nézőszám: 6549 Játékvezető: Richard O’Hanlon (ír) |

| 1994. október 12. 18:15 |

| Málta | 0–0         | Csehország |
| ----- | ----------- | ---------- |
|       | Jegyzőkönyv |            |

| Nemzeti Stadion, Ta’ Qali Nézőszám: 3088 Játékvezető: Jorge Monteiro Coroado (portugál) |

| 1994. október 12. 19:45 |

| Norvégia              | 1–1               | Hollandia |
| --------------------- | ----------------- | --------- |
| Rekdal 51' (11-esből) | (0–1) Jegyzőkönyv | Roy 21'   |

| Ullevaal, Oslo Nézőszám: 22 293 Játékvezető: Jim McCluskey (skót) |

| 1994. november 16. 19:00 |

| Fehéroroszország | 0–4               | Norvégia                                                   |
| ---------------- | ----------------- | ---------------------------------------------------------- |
|                  | (0–2) Jegyzőkönyv | Berg 34' Leonhardsen 40' Bohinen 52' Rekdal 83' (11-esből) |

| Dinamo Stadium, Minszk Nézőszám: 5711 Játékvezető: Lube Spasov (bolgár) |

| 1994. november 16. 20:15 |

| Hollandia | 0–0         | Csehország |
| --------- | ----------- | ---------- |
|           | Jegyzőkönyv |            |

| De Kuip, Rotterdam Nézőszám: 43 450 Játékvezető: Puhl Sándor (magyar) |

| 1994. december 14. 19:15 |

| Málta | 0–1               | Norvégia     |
| ----- | ----------------- | ------------ |
|       | (0–1) Jegyzőkönyv | Fjørtoft 10' |

| Nemzeti Stadion, Ta’ Qali Nézőszám: 5717 Játékvezető: Gianni Beschin (olasz) |

| 1994. december 14. 20:15 |

| Hollandia                                            | 5–0               | Luxemburg |
| ---------------------------------------------------- | ----------------- | --------- |
| Mulder 7' Roy 16' Jonk 39' R.de Boer 52' Seedorf 90' | (3–0) Jegyzőkönyv |           |

| De Kuip, Rotterdam Nézőszám: 26 000 Játékvezető: Daniel Roduit (svájci) |

| 1995. február 22. 19:15 |

| Málta | 0–1               | Luxemburg   |
| ----- | ----------------- | ----------- |
|       | (0–0) Jegyzőkönyv | Cardoni 55' |

| Nemzeti Stadion, Ta’ Qali Nézőszám: 7327 Játékvezető: Mateo Beusan (horvát) |

| 1995. március 29. 16:30 |

| Csehország                        | 4–2               | Fehéroroszország                         |
| --------------------------------- | ----------------- | ---------------------------------------- |
| Kadlec 5' Berger 17' 63' Kuka 69' | (2–1) Jegyzőkönyv | Gerasimets 44' (11-esből) Hurinovics 88' |

| Bazaly, Ostrava Nézőszám: 5549 Játékvezető: Gilles Veissière (francia) |

| 1995. március 29. 20:00 |

| Luxemburg | 0–2               | Norvégia                 |
| --------- | ----------------- | ------------------------ |
|           | (0–1) Jegyzőkönyv | Leonhardsen 35' Aase 77' |

| Stade Josy Barthel, Luxembourg Nézőszám: 3031 Játékvezető: Nikolai Levnikov (orosz) |

| 1995. március 29. 20:15 |

| Hollandia                                                   | 4–0               | Málta |
| ----------------------------------------------------------- | ----------------- | ----- |
| Seedorf 38' Bergkamp 74' (11-esből) Winter 77' Kluivert 82' | (1–0) Jegyzőkönyv |       |

| De Kuip, Rotterdam Nézőszám: 30 288 Játékvezető: Gylfi Thór Orrason (izlandi) |

| 1995. április 26. 19:00 |

| Fehéroroszország | 1–1               | Málta        |
| ---------------- | ----------------- | ------------ |
| Taykov 57'       | (0–0) Jegyzőkönyv | Carabott 71' |

| Dinamo Stadium, Minszk Nézőszám: 6915 Játékvezető: Ladislav Gadoši (szlovák) |

| 1995. április 26. 20:15 |

| Csehország                          | 3–1               | Hollandia |
| ----------------------------------- | ----------------- | --------- |
| Skuhravý 49' Němeček 56' Berger 63' | (0–1) Jegyzőkönyv | Jonk 7'   |

| Letná Stadium, Prága Nézőszám: 17 463 Játékvezető: Hellmut Krug (német) |

| 1995. április 26. 20:00 |

| Norvégia                                                   | 5–0               | Luxemburg |
| ---------------------------------------------------------- | ----------------- | --------- |
| Jakobsen 9' Fjørtoft 20' Brattbakk 23' Berg 46' Rekdal 49' | (3–0) Jegyzőkönyv |           |

| Ullevaal, Oslo Nézőszám: 15 124 Játékvezető: John Ferry (északír) |

| 1995. június 7. 20:00 |

| Fehéroroszország | 1–0               | Hollandia |
| ---------------- | ----------------- | --------- |
| Gerasimets 27'   | (1–0) Jegyzőkönyv |           |

| Dinamo Stadium, Minszk Nézőszám: 28 000 Játékvezető: Adrian Porumboiu (román) |

| 1995. június 7. 19:45 |

| Norvégia             | 2–0               | Málta |
| -------------------- | ----------------- | ----- |
| Fjørtoft 42' Flo 88' | (1–0) Jegyzőkönyv |       |

| Ullevaal, Oslo Nézőszám: 15 180 Játékvezető: Zbigniew Przesmycki (lengyel) |

| 1995. június 7. 20:00 |

| Luxemburg   | 1–0               | Csehország |
| ----------- | ----------------- | ---------- |
| Hellers 89' | (0–0) Jegyzőkönyv |            |

| Stade Josy Barthel, Luxembourg Nézőszám: 1030 Játékvezető: John Ashman (walesi) |

| 1995. augusztus 16. 20:15 |

| Norvégia | 1–1               | Csehország     |
| -------- | ----------------- | -------------- |
| Berg 27' | (1–0) Jegyzőkönyv | Suchopárek 80' |

| Ullevaal, Oslo Nézőszám: 22 054 Játékvezető: Sergei Khusainov (orosz) |

| 1995. szeptember 6. 20:00 |

| Luxemburg | 1–0               | Málta |
| --------- | ----------------- | ----- |
| Holtz 44' | (1–0) Jegyzőkönyv |       |

| Stade Josy Barthel, Luxembourg Nézőszám: 4809 Játékvezető: Algirdas Dubinskas (litván) |

| 1995. szeptember 6. 20:15 |

| Hollandia  | 1–0               | Fehéroroszország |
| ---------- | ----------------- | ---------------- |
| Mulder 83' | (0–0) Jegyzőkönyv |                  |

| De Kuip, Rotterdam Nézőszám: 18 830 Játékvezető: Robert Sedlacek (osztrák) |

| 1995. szeptember 6. 20:15 |

| Csehország                        | 2–0               | Norvégia |
| --------------------------------- | ----------------- | -------- |
| Skuhravý 6' (11-esből) Drulák 87' | (1–0) Jegyzőkönyv |          |

| Letná Stadium, Prága Nézőszám: 19 522 Játékvezető: Kurt Röthlisberger (svájci) |

| 1995. október 7. 18:00 |

| Fehéroroszország | 0–2               | Csehország            |
| ---------------- | ----------------- | --------------------- |
|                  | (0–1) Jegyzőkönyv | Frýdek 25' Berger 84' |

| Dinamo Stadium, Minszk Nézőszám: 9500 Játékvezető: Anders Frisk (svéd) |

| 1995. október 11. 20:00 |

| Málta | 0–4               | Hollandia                        |
| ----- | ----------------- | -------------------------------- |
|       | (0–0) Jegyzőkönyv | Overmars 52' 60' 65' Seedorf 81' |

| Nemzeti Stadion, Ta’ Qali Nézőszám: 10 502 Játékvezető: Kim Milton Nielsen (dán) |

| 1995. október 11. 20:00 |

| Luxemburg | 0–0         | Fehéroroszország |
| --------- | ----------- | ---------------- |
|           | Jegyzőkönyv |                  |

| Stade Josy Barthel, Luxembourg Nézőszám: 4272 Játékvezető: Paul Durkin (angol) |

| 1995. november 12. 15:00 |

| Málta | 0–2               | Fehéroroszország   |
| ----- | ----------------- | ------------------ |
|       | (0–0) Jegyzőkönyv | Gerasimets 78' 82' |

| Nemzeti Stadion, Ta’ Qali Nézőszám: 3025 Játékvezető: Metin Tokat (török) |

| 1995. november 15. 20:05 |

| Csehország                | 3–0               | Luxemburg |
| ------------------------- | ----------------- | --------- |
| Drulák 37' 46' Berger 59' | (1–0) Jegyzőkönyv |           |

| Letná Stadium, Prága Nézőszám: 20 239 Játékvezető: Alfred Wieser (osztrák) |

| 1995. november 15. 20:05 |

| Hollandia                           | 3–0               | Norvégia |
| ----------------------------------- | ----------------- | -------- |
| Seedorf 48' Mulder 88' Overmars 89' | (0–0) Jegyzőkönyv |          |

| De Kuip, Rotterdam Nézőszám: 42 325 Játékvezető: Dermot Gallagher (angol) |